# No Reply (chanson)
Pour les articles homonymes, voir No Reply.
Pistes de Beatles for Sale
I'm a Loser
(2)
No Reply est une chanson des Beatles, principalement composée par John Lennon et créditée Lennon/McCartney. Elle ouvre leur quatrième album, Beatles for Sale paru le 4 décembre 1964, et figure également en première piste du Beatles '65 publié aux États-Unis par Capitol Records le 15 décembre 1964. 
Il s'agit de l'une des premières chansons au texte élaboré écrites par Lennon, qui se place dans le regard d'un homme trompé par sa petite amie ; en s'inspirant d'un hit de la fin des années 1950. La chanson est enregistrée en quelques prises fin septembre 1964, après une prise de démonstration début juin dans l'optique (abandonnée) de la confier à un autre artiste, Tommy Quickly.
Deux autres prises de la chanson à des stades moins avancés ont été publiées en 1995 sur le disque Anthology 1.

## Historique

### Composition
« No reply » (« Pas de réponse ») chante John Lennon, qui évoque ici à la première personne un jeune homme qui n'arrive pas à entrer en contact avec sa petite amie, bien qu'il la voie à travers ses fenêtres, et qui finit par l'apercevoir main dans la main avec un autre homme... Pour l'écrire, le musicien s'inspire, non pas de son propre vécu, mais de Silhouettes, une chanson du groupe The Rays qui avait connu un certain succès en 1957 avec une chanson sur le même thème. « C'est ma version de Silhouettes : j'avais en tête cette image de moi, marchant dans la rue et regardant sa silhouette à la fenêtre tandis qu'elle refuse de répondre au téléphone. Et pourtant, je n'ai jamais de ma vie appelé une fille au téléphone — le téléphone ne faisait pas partie de la vie des enfants anglais ».

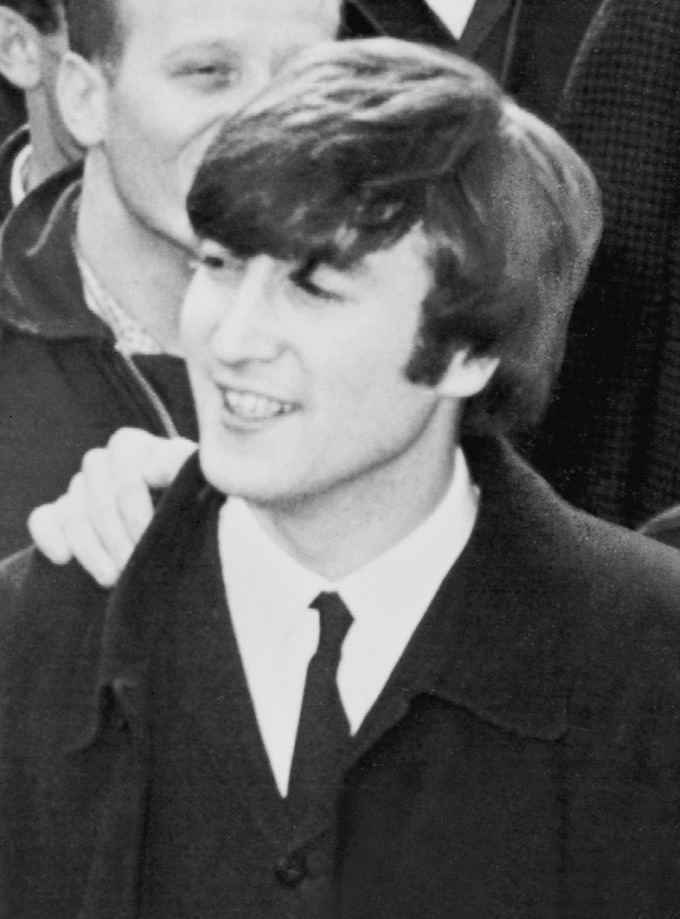
No Reply est une des premières vraies chansons de Lennon, selon l'éditeur de Northern Songs, Dick James.

Si le texte est dans une veine très lennonienne, Paul McCartney raconte avoir participé à son écriture : « On a écrit No Reply ensemble, mais à partir d'une solide idée originale à lui. Je pense qu'il a beaucoup contribué à celle-ci, mais comme d'habitude, s'il lui manquait un troisième couplet et le pont, il me la jouait dans sa version en construction. Ensuite, on la travaillait un peu, ou je balançais une idée ». La paternité de la chanson reste cependant très attachée à John Lennon. Lorsqu'il l'a entendue, Dick James, l'un des fondateurs de Northern Songs, déclara à son auteur : « C'est la première chanson complète que tu écris, la première qui ait une fin ».
La chanson est en do majeur. La structure, typique des compositions du tandem Lennon/McCartney durant les premières années de son association, voit se succéder couplet-couplet-pont-couplet (AABA). No Reply est jouée par une guitare acoustique, un piano joué par George Martin, batterie et basse.

### Enregistrement
La première séance de travail sur No Reply, le 3 juin 1964, revêt un caractère particulier. Le groupe devait à l'origine enregistrer une dernière chanson pour l'album A Hard Day's Night, mais Ringo Starr venait d'être hospitalisé. Les Beatles étant sur le point de partir en tournée, un remplaçant, Jimmy Nicol, est engagé et le début de la séance sert à le faire répéter. En fin de journée, une version de démonstration de No Reply est enregistrée en vue de faire enregistrer la chanson par Tommy Quickly, dans une ambiance assez peu sérieuse : Lennon et McCartney éclatent de rire au milieu de la prise. Le même jour, une chanson inédite de George Harrison, You Know What to Do est enregistrée au stade de démo (et ne voit jamais le jour). À la suite d'une erreur d'archivage, la bande des deux chansons disparaît, et n'est retrouvée qu'en 1993. Les deux prises apparaissent sur le disque Anthology 1.
Finalement, le travail ne commence vraiment que plus tard, après plusieurs tournées. La chanson est enregistrée en huit prises le 30 septembre 1964 aux studios EMI d'Abbey Road. John Lennon souhaitait chanter la partie la plus haute de l'harmonie durant le pont (« If I were you I'd realize/that I Love you more/than any other guy ») mais il dut laisser ce rôle à Paul McCartney, sa voix s'étant détériorée compte tenu d'un usage excessif à cette période extrêmement dense de la carrière du groupe. C'est donc Paul qui tient la voix aigüe, faisant passer celle de son partenaire au second plan.
Le mixage mono de la chanson est réalisé le 16 octobre suivant, la version stéréo devant attendre le 4 novembre.

### Parution et reprises
No Reply a, d'après Derek Taylor, fait partie des quatre chansons de l'époque à être envisagées comme single, avec I'm a Loser, Eight Days a Week et I Feel Fine (qui a finalement été sélectionnée). La chanson est finalement choisie pour ouvrir l'album Beatles for Sale, publié le 4 décembre 1964 aux États-Unis. Bien que considéré comme le plus faible des albums des Beatles, il connaît un fort succès critique et commercial. Le début de l'album contient un enchaînement de trois chansons d'amour aux tonalités pessimistes (No Reply, I'm a Loser et Baby's in Black), chose inhabituelle chez les Beatles à cette époque.
Aux États-Unis, la chanson paraît sur l'album Beatles '65 qui sort le 15 décembre 1965 et connaît également un bon succès. En 1995, la version de démonstration récemment retrouvée, ainsi qu'une des premières prises, sont présentées sur l'album Anthology 1.
No Reply a fait l'objet d'une quinzaine de reprises assez peu notable, dont une version orchestrée par le producteur des Beatles, George Martin.

#### Publication en France
La chanson arrive en France en avril 1965 sur la face A d'un 45 tours EP (« super 45 tours ») titré Les Beatles 1965 ; elle est accompagnée  de I'm a Loser. Sur la face B figurent Rock and Roll Music et Eight Days a Week.

## Fiche technique

### Interprètes
- John Lennon : chant, guitare rythmique acoustique, claquements de mains
- Paul McCartney : chant, basse, claquements de mains
- George Harrison : guitare rythmique acoustique, claquements de mains
- Ringo Starr : batterie, claquements de mains
- George Martin : piano

### Équipe de production
- George Martin : producteur
- Norman Smith : ingénieur du son
- Ken Scott : ingénieur du son
- Mike Stone : ingénieur du son
- A.B. Lincoln : ingénieur du son